# Sofista (diálogo)

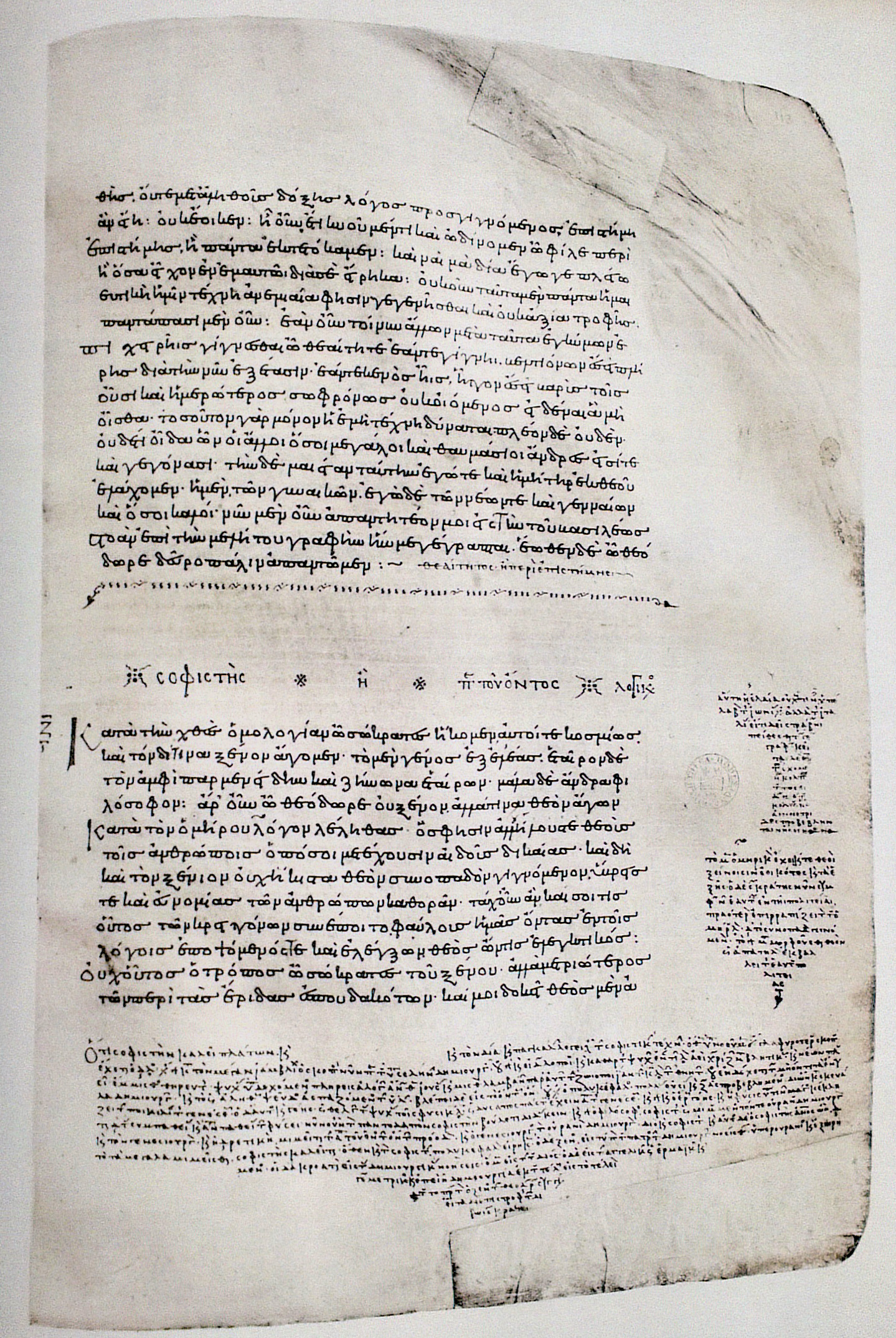
Página del Codex Oxoniensis Clarkianus. Diálogo de sofistas.

El Sofista (Σοφιστής) es un diálogo platónico del periodo tardío del autor: Platón. Es probable que fuera escrito entre 367 y 362 a. C.; un poco antes de su tercer viaje a Sicilia. El tema central del diálogo es definir o relatar las características del sofista y cómo accede al conocimiento, en contraposición con las del filósofo y el político. Contiene también importantes desarrollos sobre ontología, entre los que se destacan la reformulación de la teoría de las formas. Este diálogo sigue cronológicamente al Teeteto, que se dice hubiera ocurrido un día antes. Así mismo continua algunas de las interrogantes desplegadas en ese diálogo.
Esta obra tiene la particularidad de ser uno de los únicos tres diálogos en los que no participa Sócrates en un rol principal, así como en su secuela, el Político, aparece cumpliendo un rol menor. En vez de esto un miembro desconocido de la escuela eleática toma el hilo de la discusión.

## Contexto histórico de la obra
Este diálogo pertenece al periodo tardío de la obra de Platón (junto con Timeo, Parménides, Teeteto, Político, Filebo, Critias y Leyes). Se cree que puede haber sido escrito entre el 367 y 362 a. C. en un periodo de la vida del autor que se caracteriza por un paulatino alejamiento por parte del autor de las ideas de su maestro Sócrates. Puede apreciarse esto, como en otros diálogos, en el hecho de que Sócrates permanezca apartado de la discusión central del diálogo y solo aparezca realizando acciones menores. El Sofista es el segundo de una trilogía comenzada con el Teeteto (y antecedida temáticamente en muchos puntos y referencias intertextuales por el Parménides), un grupo de tres diálogos vinculados escénicamente que tienen lugar dentro de dos días. En el primer día, ocurre una conversación de Sócrates con Teeteto y Teodoro sobre epistemología. Al día siguiente, estos hombres y un nuevo participante, un desconocido Eleático, llevan a cabo una nueva discusión continuando las temáticas discutidas el día anterior. Esta es la que se muestra en el sofista. El mismo día sucede el tercer diálogo, Político, en el que intenta definir la base del concepto de "hombre de Estado". 
Los tres diálogos de la trilogía ocurren en la primavera de 399 a. C. poco tiempo antes de que Sócrates sea condenado a muerte. En el Teeteto es mencionada la acusación que se presenta contra Sócrates.
El lugar de los tres diálogos es la Palaistra un campo de entrenamiento específico para la lucha libre en un gimnasio ateniense.

## Personajes

### El extranjero eleático
El desconocido, cuyo nombre permanece sin revelar, es caracterizado por su gentilicio. Es presentado por Teodoro como perteneciente a la escuela eleática. Esta escuela se centró en Elea, colonia griega del sur de Italia. Hogar de Parménides, el más reconocido pensador eleático y uno de los más influyentes de la Grecia antigua, y su estudiante de Zenón de Elea.

### Teeteto
Teeteto es un joven matemático. Además de participar de este diálogo, aparece en el que lleva su nombre. En el Teeteto de Platón dibuja una imagen muy favorable de la inteligencia, de carácter exterior poco atractivo, pero de gran talento y de mente abierta preguntas filosóficas. A veces se hace contribuciones constructivas, pero se siente abrumado por los pensamientos complejos de los extranjeros.
La figura de Teeteto no es inventada por Platón, sino una persona histórica. Se cree que era un matemático, alumno de Teodoro de Cirene, y entró en el círculo de sus interlocutores a una edad temprana, poco antes de la muerte de Sócrates. Después de los sucesos del Teeteto tomó parte en una campaña militar a Corinto por parte los atenienses, donde fue herido. Es discutible cuando esto sucedió. Hay operaciones militares de 391 o 369 a. C. A partir de la representación de Platón puede deducir que Teeteto nació alrededor del 415 a. C.

### Sócrates
Sócrates es un hombre viejo en el diálogo, ya de setenta años de edad. Sólo participa brevemente al principio, luego se limita a escuchar. Sin embargo, señala el punto de partida para la totalidad de las siguientes discusiones. Como de costumbre, él se entrega humilde y dispuesto a aprender.

### Teodoro
Al igual que Sócrates, Teodoro, toma en el Sofista parte solamente en la conversación introductoria, en el resto del diálogo se limita a oír. En el Teeteto él no se presenta a sí mismo como un filósofo, sino que se limita deliberadamente a la geometría.  No pertenece a los ojos de Platón a la Élite de los filósofos.
De la existencia histórica del geómetra Teodoro hay ciertas dudas, la información que da Platón de él es en gran parte creíble. Proveniente de Cirene, una ciudad griega en la actual Libia. Se considera que su presencia en el diálogo puede responder a una necesidad literaria.

## Contenido

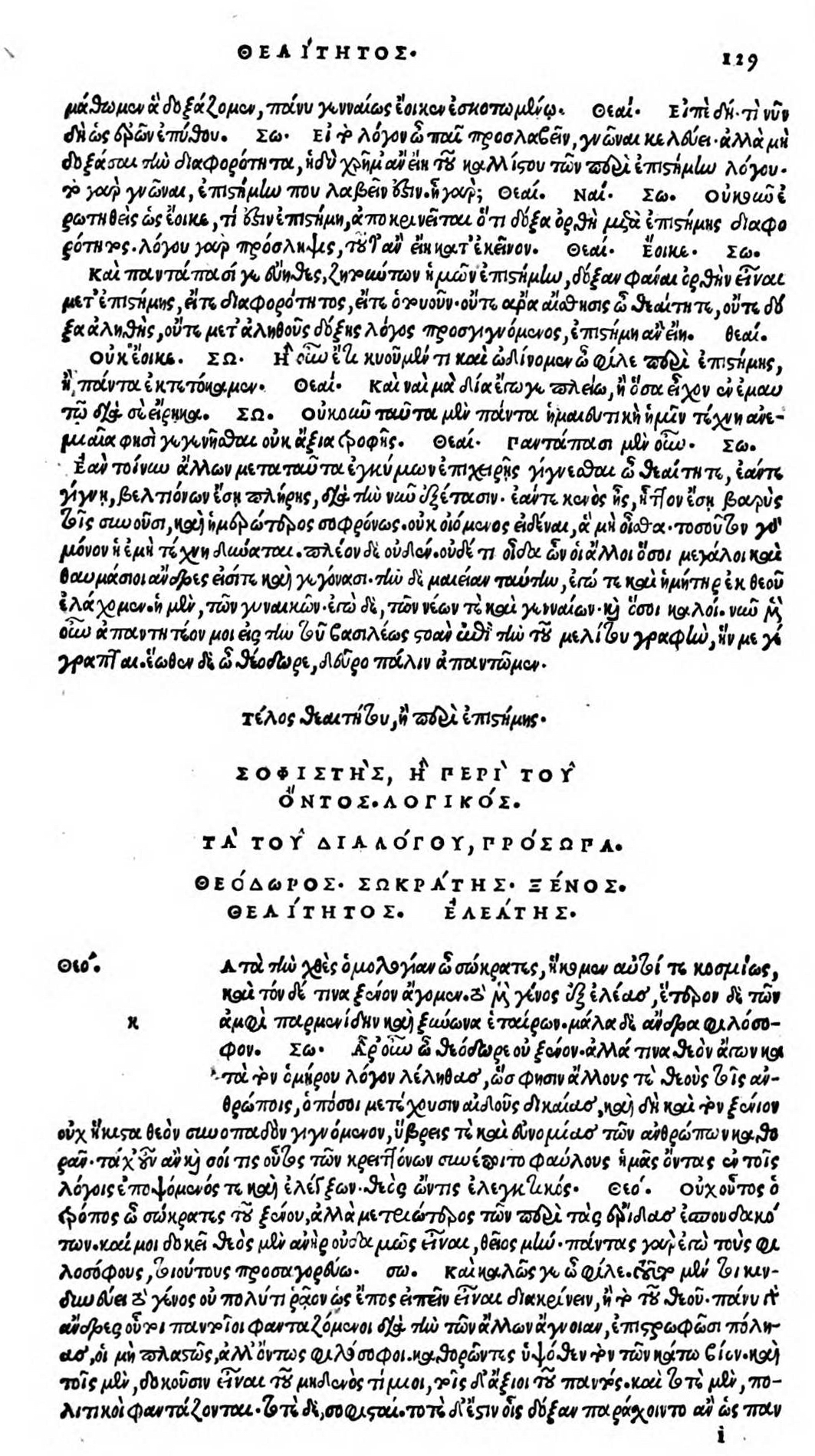
El comienzo del sofista en la primera edición, Venecia 1513

### Introducción al diálogo y continuación del “Teeteto”
Se reproduce el cuadro de diálogo del Teeteto, los tres interlocutores (Sócrates, Teeteto y Teodoro) han acordado continuar sus esfuerzos al día siguiente. Ahora se reúnen según lo acordado en el mismo lugar. Por otra parte Teodoro trajo un amigo, el extranjero de Elea. En esta ocasión, Sócrates plantea la cuestión de qué es lo que se entiende por filósofo. Algunos consideran que los filósofos son algo similar a los políticos, otros no los distinguen de los sofistas. Por lo tanto, Sócrates pregunta al que entiende por el término "filósofo". Con el propósito de distinguir el filósofo del sofista, en primer lugar debe aclararse que es realmente un sofista. El desconocido se encuentra dispuesto a examinar esto junto con Teeteto. 

### Método de definición (216a-236d)
Dada la dificultad de la tarea de definición que se han propuesto el extraño sugiere el método de separación (división, diferenciación, diaíresis) y lo prueba con un ejemplo sencillo: la pesca con caña. Las actividades en general se van subdividiendo en subcategorías, hasta que se llega a la definición deseada.
El método resulta un tanto impreciso; como dice Guthrie, "La definición difícilmente es un modelo de objetividad y, junto con el supuesto descubrimiento de que la sofística es un arte emparentado con la pesca, elegido claramente al azar simplemente para ilustrar el método"

#### Algunas aproximaciones a la definición de "sofista"
Siguiendo el patrón del pescador, se definirá ahora el sofista. Un primer intento de división muestra que los sofistas y los pescadores muestran coincidencias en su actividad: sus prácticas implican la dominación de un arte y ambos son cazadores. Pero se diferencian en que los pescadores cazan peces y los sofistas domestican hombres. Especialmente a sus clientes ricos. Estas presas que no son cazadas por medio de la fuerza, sino por la persuasión. Son del género del persuasor. De éstos hay dos clases: los que persuaden en a la opinión pública y en los jurados y los que persuaden individuos.
Otro enfoque se basa en el hecho de que el sofista comercia con su conocimiento, es un hombre de negocios. Con la particularidad de que venden bienes no materiales. La determinación de su línea de negocios es proporcionar parte de la definición del sofista.
Otra posible definición surge del tipo de bienes que el sofista promete enseñar a conseguir a sus alumnos. Este, enseña a luchar con habilidad en palabras pero no apunta a un placer de discursos y debates, sino en los beneficios materiales que se pueden obtener a través de estos.

#### La investigación del arte argumentativo sofístico
El desconocido señala que el arte sofístico es aplicable a todos los asuntos divinos, así como a la totalidad de lo que hay en los cielos, en la tierra y en especial en las relaciones humanas. Un sofista no experimenta miedo de estar en desacuerdo con cada sujeto profesional de cada área. Esto significa que los sofistas reclaman un título de competencia universal. Pero, por supuesto, no puede cuajar esta afirmación, ya que es obvio que nadie puede saberlo todo. De esto se desprende que ellos suponen un conocimiento que no tienen. Entonces son dueños de un pseudo-conocimiento. Por lo tanto, el sofista es un malabarista, que sabe adaptar su discurso para imitar un conocimiento verdadero creando una imagen de lo que este podría ser.

### El problema del ser y el no ser (236d-264b)
A pesar de su respeto por la autoridad de Parménides el extranjero sostiene que es insostenible la incompatibilidad entre ser y no ser. Parece en cierto sentido un parricidio contra Parménides. La ontología eleática no puede pensar sin contradicción en lo que no es. Sin embargo se vuelve indispensable en el diálogo admitir la posibilidad de que lo que no es, sea. porque efectivamente se puede hablar del conocimiento que imitan los Sofistas, sin que este exista por ello y en el hecho obvio que debe ser una falsedad. El error y el engaño, por ejemplo, en la afirmación de los sofistas a la competencia universal. Una solución sólo es posible si se acepta que la inexistencia en algunos aspectos y que el ser, no es, de alguna manera. 
Muchas paradojas sofísticas estaban basadas en la doctrina Eleática de que no hay una tercera opción entre el ser y el no ser. Guthrie indica: "Platón (supongo yo) consideró divertido hacer la observación tan familiar ex persona Sophistae, con la sutil justificación de que el visitante continúa haciendo uso de la premisa puramente eleática, sobre la que se basan tantas paradojas sofísticas, de que no existe una tercera elección entre «es» y «no es»".

### La definición correcta de sofista (264b–268d)
Después de que se ha demostrado la relación entre ser y no ser y habiendo abierto la posibilidad de aparentar pero no ser realmente. Como se hizo con el pescador al comienzo del diálogo, ahora es posible clasificar los sofistas entre los practicantes de artes engañosas. A diferencia del primer intento de determinación, en que se clasificaba a los sofismas como "adquiridos", aparecen ahora en el género de "engendrar", ya que el sofisma generado como imitación. El generar se divide en una parte divina y una parte humana. Las artes humanas producen algunos objetos, tales como casas, algunas réplicas de objetos tales como dibujos de las casas. Algunos productores de engaño utilizan herramientas, otros imitan por sí mismos, como un actor con su cuerpo o su voz. Luego están quienes saben lo que imitan y los que tienen una idea inadecuada, pero dar la impresión de conocerla. En el segundo tipo, dos tipos se pueden distinguir: el tipo de las personas ingenuas que se consideran erróneamente competentes, y el que conoce su falsedad. De los que conocen su falsedad existen dos tipos: algunos aparecen públicamente y los que se expresan en un pequeño círculo pequeño a este último tipo pertenecen los sofistas. Finalmente, ambos llegan al acuerdo de que esta es la definición más precisa del sofista.

## Interpretaciones
Ya que Platón escribió El Sofista y El Político pero nunca El Filósofo, se interpreta a veces que se trata de un desafío a sus lectores para buscar la definición de filósofo por ellos mismos, utilizando los métodos de investigación y definición que se muestra en esos dos diálogos. Sin embargo, esto no quiere decir que uno puede simplemente extender el método de una manera mecánica a la definición del filósofo, pero solo nos muestra cómo se podría proceder en tales investigaciones. También se cree que Platón no habría llegado a escribir el tercer diálogo por ser alcanzado por la muerte, pero que (como sugiere al comienzo del Sofista) ello estaba en sus planes.
Aristóteles recoge una serie de temas tratados en el Sofista en su propia obra De Interpretatione. Entre ellas se encuentran las piezas necesarias para una declaración (nombres y verbos), así como afirmaciones y negaciones.
Heidegger utiliza una versión alterada del fragmento 244a del Sofista como introducción a Ser y tiempo.

### Ediciones y traducciones
- Platón (1992). Diálogos. Obra completa. Volumen V: Parménides. Teeteto. Sofista. Político. Traducción, introducción y notas a cargo de Mª Isabel Santa Cruz (Parménides y Político), Álvaro Vallejo Campos (Teeteto) y Néstor Luis Cordero(Sofista). (1ª edición). Madrid: Editorial Gredos (Biblioteca Clásica Gredos, 117). ISBN 84-249-1279-9.
- GUTHRIE, W. K. C. 1998. Historia de la Filosofía Griega. Tomo IV: Platón. El hombre y sus diálogos. Primera época. España: Editorial Gredos.